# Eupithecia likiangi
Eupithecia likiangi är en fjärilsart som beskrevs av András Vojnits 1976. Eupithecia likiangi ingår i släktet Eupithecia och familjen mätare. Inga underarter finns listade i Catalogue of Life.